# Corregimiento del Valle de Omaguaca
El corregimiento del Valle de Omaguaca o de Humahuaca, Casabindo y Cochinoca fue el único corregimiento de indios que existió en el territorio de la actual Argentina durante el período de dominación colonial de España. Comprendía en la provincia de Jujuy el territorio de la quebrada de Humahuaca -o valle de Omaguaca- y la Puna de Jujuy -o Rinconada-.

## Corregimientos de indios
Los corregimientos de indios fueron divisiones administrativas y territoriales de la corona española establecidas en el virreinato del Perú en 1569 por el gobernador, capitán general y presidente de la Real Audiencia de Lima Lope García de Castro, cumpliendo la real ordenanza del 27 de junio de 1565 del rey Felipe II de España. El virrey Francisco Álvarez de Toledo el 22 de diciembre de 1574 los reorganizó y consolidó.
Los corregimientos de indios (o de naturales) fueron gobernados por un funcionario español nombrado por el Consejo de Indias o por el virrey, denominado en un principio juez de naturales, aunque luego prevaleció el nombre de corregidor. Este funcionario tenían facultades políticas (conservaban el orden y la buena marcha del corregimiento), administrativas (cobraban el tributo de los habitantes que vivían en la jurisdicción) y judiciales (hacían cumplir las leyes y resolvían los pleitos surgidos en su territorio). El corregidor tenía jurisdicción sobre todos los habitantes del corregimiento, sean indígenas o españoles y entre sus múltiples obligaciones se encontraba el recorrido por las provincias de su corregimiento, la conservación y reparación de caminos y tambos, etc. En la realidad los corregidores adoptaron una conducta muy diferente a la de corregir muchos abusos, llegando a ser, por el contrario, los funcionarios más crueles y explotadores del habitante andino, sobrepasando a los encomenderos (cobranzas de tributos excesivos, trabajo forzado en las mitas, paga de reducidísimo salario, etc.). 
Los corregidores de españoles tenían jurisdicción en las ciudades no indígenas y ejercían la vigilancia sobre los corregidores de indios que les eran sufragáneos actuando en grado de apelación en sus sentencias.

## Omaguacas, casabindos y cochinocas
Los casabindos y cochinocas prehispánicos eran pueblos indígenas -posiblemente atacameños- que habitaban el territorio de la Puna de Jujuy en el noroeste de la provincia de Jujuy, por donde pasaba el camino del inca. Los omaguacas o humahuacas habitaban la zona de la quebrada de Humahuaca. Estos pueblos fueron conquistados por el Imperio incaico en el siglo XIV. Al momento de la llegada de los primeros españoles en el siglo XVI tenían un alto grado de integración con otros pueblos vecinos, como los chichas, atacameños, y lipes, algunos de los cuales estaban asentados en sus territorios como mitimaes.

## Encomiendas
Tras la conquista española del Imperio inca, al fundarse ciudad de La Plata -hoy llamada Sucre en Bolivia- en 1540 Francisco Pizarro otorgó en encomienda a los casabindos a Martín Monje por el término de dos vidas. Los cochinocas fueron encomendados ese año a Juan de Villanueva, también de La Plata, aunque la encomienda pasó a Monje siguiendo un largo juicio. A Monje -muerto en 1573- sucedió su hijo Lorenzo de Aldana, y al morir este en 1601 -finalizando el período de dos vidas- el gobernador del Tucumán otorgó la encomienda de Casabindo y Cochinoca al vecino de la ciudad de Salta Cristóbal de Sanabria. Le sucedió su hijo Fernando de Sanabria. La encomienda de Omaguaca y Sococho fue otorgada por Pizarro a Juan de Villanueva en 1540, a quien sucedieron Petronila de Castro, Juan de Ciancas, Pedro de Zárate y Juan Ochoa de Zárate. Sin embargo de ello, los encomenderos no pudieron sacar provecho ya que estos pueblos se mantuvieron en estado de rebeldía contra los españoles. Las acciones de guerra de la confederación omaguaca tuvieron su foco en 1550. En 1557 el curaca de Casabindo aceptó el bautismo y entró temporalmente en paz, pero luego la guerra continuó desde 1562 hasta su definitivo sometimiento en 1588 cuando aceptaron al encomendero Lorenzo de Aldana. 
El curaca Viltipoco lideró la guerra de los omaguacas hasta la paz momentánea de 1585, reiniciándose en 1594 y siendo derrotado en 1595.
El 21 de noviembre de 1602 el encomendero Cristóbal de Sanabria dio mandato a Pedro de Zamora para que administrara su encomienda de Cochinoca y Casabindo, ordenándole que reuniera a los habitantes en pueblos de indios -o reducciones civiles-, naciendo así los pueblos de Santa Ana de Casabindo y Espíritu Santo de Cochinoca.

## Corregimiento
Una real cédula del 29 de agosto de 1563 del rey Felipe II separó el Tucumán de la gobernación de Chile y la traspasó al distrito de la Real Audiencia de Charcas, creando así la gobernación del Tucumán, Juríes y Diaguitas. 
Los casabindos, cochinocas y humahuacas quedaron dentro de la jurisdicción del cabildo de la ciudad de Salta desde su fundación el 16 de abril de 1582, hasta que el 19 de abril de 1593 el capitán Francisco de Argañaraz y Murguía fundó San Salvador de Jujuy, comprendiendo la jurisdicción de su cabildo los partidos de Omaguaca, Cochinoca, Casabindo, Ocloyas y Osas. El 12 de diciembre de 1594 Juan Ochoa de Zárate fundó el pueblo de San Antonio de Humahuaca al tomar posesión de su encomienda.
El avance de control de los españoles sobre los indígenas logrado con la derrota de Viltipoco en 1595 efectivizó las encomiendas que antes eran casi nominales. En noviembre de 1595 el gobernador del Tucumán, Pedro de Mercado de Peñaloza, nombró al alcalde de San Salvador de Jujuy -Francisco de Chaves Barraza- como primer corregidor de indios del valle de Omaguaca o de Humahuaca, Casabindo y Cochinoca. El 27 de noviembre de 1595 Barraza presentó su nombramiento al cabildo de San Salvador de Jujuy, que había pedido su nombramiento para mejorar el control de su territorio jurisdiccional. Las encomiendas de Casabindo y Cochinoca se especializaron en la explotación minera, utilizando para ello a mitayos, razón por la cual los corregidores usaban también el título de alcalde de minas y registros. Había en la región vetas y aluviones auríferos a lo largo de toda la sierra de la Rinconada.
La explotación minera hizo que la zona experimentara un aumento poblacional de españoles, por lo que en 1624 el gobernador del Tucumán Juan Alonso de Vera y Zárate dejó de nombrar corregidores de Humahuaca, Casabindo y Cochinoca y pasó a designar tenientes de gobernador, recortando las atribuciones del cabildo de San Salvador de Jujuy en la zona. El teniente de gobernador y justicia mayor tenía su residencia en el pueblo de Rinconada del Oro, y fue suprimido en 1696 cuando la jurisdicción volvió a ser ejercida directamente por el cabildo de San Salvador de Jujuy.